# Inga saffordiana
Inga saffordiana là một loài rau đậu thuộc họ Fabaceae.
Loài này có ở Colombia và Panama.
Chúng hiện đang bị đe dọa vì mất môi trường sống.